# 克德罗瓦亚河
克德罗瓦亚河（俄语：Река Кедровая），前称萨玛河，是滨海边疆区哈桑区的河流，中游流经杉谷保护区，长18公里，在滨海站南约2公里注入阿穆尔湾。

## 引用
1. ↑  А·П·穆拉诺夫. . 列宁格勒: 气象出版社. 1966 （俄语）.
2. ↑  . 列宁格勒: 气象出版社 （俄语）.
3. ↑  Т·А·基谢尔科瓦娅. . 列宁格勒: 气象出版社. 1977 （俄语）.
4. ↑  . Verumwiki.   [2023-12-09]. （原始内容存档于2023-12-09） （俄语）.